# Monsoon Music Festival
Monsoon Music Festival hay Lễ hội Âm nhạc Quốc tế Gió Mùa là sự kiện âm nhạc được tổ chức thường niên tại Việt Nam bắt đầu từ năm 2014. Đạo diễn âm nhạc của chương trình là nhạc sĩ Quốc Trung.
Monsoon Festival Music 2019 là nơi hội tụ của các nghệ sĩ trong nước và quốc tế đem đến một bữa tiệc âm nhạc đa sắc màu phục vụ công chúng. Bên cạnh hiện tượng "tạo hit" làng Vpop Tiên Tiên, hoàng tử indie Vũ, hay ca sĩ người Đức gốc Việt từng 'gây bão' mạng xã hội - Vinh Khuất. Các fan còn có cơ hội gặp gỡ với nhóm nhạc nổi tiếng Hyukoh (Hàn Quốc), Mariyah (Đan Mạch), Totemo (Israel)…